# Чрезвычайно большой телескоп

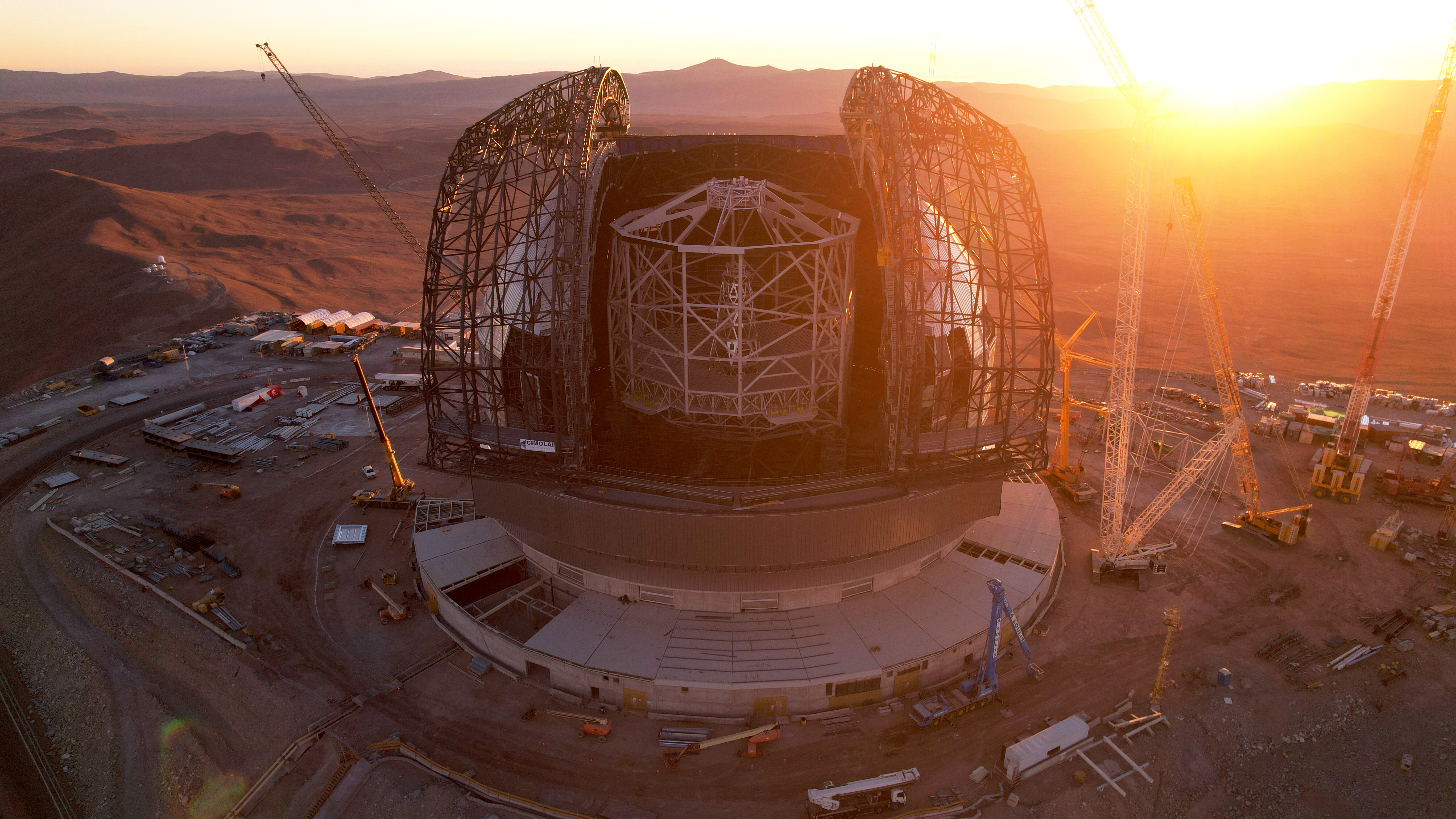
Строительные работы на 1 мая 2025 года

Чрезвыча́йно большо́й телеско́п (англ. Extremely Large Telescope, ELT, ранее E-ELT, слово «Европейский» было исключено из названия в июне 2017 года) — строящаяся астрономическая обсерватория, главным инструментом которой станет телескоп с сегментированным зеркалом диаметром в 39,3 м, состоящим из 798 шестиугольных сегментов диаметром 1,45 метра каждый.
Зеркало позволит собирать в 13 раз больше света, чем любой из существующих на сегодня телескопов. Телескоп будет оснащён уникальной оптической системой из трёх асферических зеркал (диаметрами 39,3; 4,25 и 4 метра) и двух плоских зеркал (гибкое четвёртое и подвижное пятое). Датчики фронта световой волны, шесть мощных лазеров и четвёртое с пятым зеркала образуют передовую адаптивную оптику, которая будет способна компенсировать турбулентность земной атмосферы и даст возможность получать изображения с большей степенью детализации, чем орбитальный телескоп «Хаббл».

## История строительства

Сравнение основных зеркал некоторых телескопов; E-ELT — большая похожая на соты структура справа от центра (показана зелёным цветом)

Строительство телескопа планировалось начать в 2012 году. Стоимость проектирования оценивалась в 57 миллионов, а строительства — 1,05 миллиарда евро. Под воздействием инфляции в 2018 году стоимость телескопа возросла до 1,23 млрд долларов, а по прогнозам — к 2024 году стоимость всего проекта должна была составить около 1,47 млрд долларов. Часть этой суммы — 400 млн евро — включает производство главного зеркала, контракт на изготовление которого получили немецкая фирма Schott и французская компания Safran Reosc.
26 апреля 2010 года совет Европейской южной обсерватории выбрал гору Армасонес (Серро-Армасонес) в пустыне Атакама в Чили в качестве площадки для строительства телескопа.
12 июня 2012 года Европейский союз утвердил план строительства телескопа в пустыне Атакама в Чили.
В декабре 2013 года стало известно, что строительные работы начнутся в марте 2014 года и займут предположительно 16 месяцев. За этот срок будет построена подъездная дорога к месту будущей башни телескопа, подготовлены несущая платформа на вершине горы Армасонес, а также траншеи для труб и кабелей.
20 июня 2014 года была взорвана вершина скалы в том месте, где должна быть башня телескопа. Тем самым готовилась опора под многотонный инструмент.
12 ноября 2015 года прошла церемония закладки первого камня в сооружения телескопа.
25 мая 2016 года в штаб-квартире ESO был подписан самый крупный контракт в истории наземной астрономии. Предмет контракта — строительство башни, купола и механических конструкций сверхтелескопа, приблизительная сумма контракта составила 400 миллионов евро. Шоссе, ведущее к будущей обсерватории, длжно было быть запущено в 2017 году. По словам гендиректора ESO Тима де Зеу, несмотря на текущую политическую ситуацию, Европейская южная обсерватория была открыта для международного сотрудничества и не возражала против работы с российскими астрономами и предприятиями по производству астрономических инструментов.

30 мая 2017 года в штаб-квартире ESO были подписаны контракты на изготовление 39-метрового главного зеркала. Немецкая компания Schott должна была заняться производством заготовок сегментов зеркала, а французская фирма Reosc (входит в промышленный конгломерат Safran) должна была выполнить полировку, сборку и тестирование сегментов.
8 января 2018 года была завершена отливка первых шести из более чем 900 сегментов зеркала (798 сегментов для главного зеркала и 133 запасных). После стабилизации производственного процесса каждый день должны были отливать по одному сегменту.
В ноябре 2018 года появились первые фотографии уже заложенного фундамента ELT.
27 сентября 2019 года началось сооружение 6100-тонного купола телескопа.
В октябре 2021 года были завершены все 6 сегментов адаптивного зеркала M4 диаметром 2,4 м, являющегося самым большим деформируемым зеркалом из когда-либо созданных.
В апреле 2025 года было объявленоо о 60 % готовности строительства. Спустя восемь лет после старта работ был завершен монтаж каркаса купола и установлена одна из массивных створок, открывающих телескоп.

## Описание

Схема расположения зеркал ELT. М1 — главное зеркало

Основное зеркало телескопа ELT диаметром 39,3 м должно состоять из 798 гексагональных сегментов, каждый из которых имеет максимальную диагональ 1,45 м, толщину около 5 см и вес 250 кг (с креплениями). Зазор между сегментами 4 мм. Каждый сегмент будет иметь по три актюатора, способными сохранять взаимное положение этих сегментов с точностью в несколько десятков нанометров (активная оптика). Благодаря этому и адаптивной оптике плоского четвёртого зеркала диаметром 2,4 метра, которое будет по командам с компьютера тысячу раз в секунду изгибать свою поверхность на несколько микрон, ELT позволит вести исследования, невозможные ранее. В целом зеркало предоставит исследователям площадь сбора до 978 м² — в 13 раз больше, чем в современных крупнейших телескопах и в 100 млн раз больше, чем у невооружённого глаза. Благодаря этому телескопу угловое разрешение наблюдений за Вселенной повысится в 16 раз по сравнению с обеспечиваемой космическим телескопом «Хаббл»; станет возможным, например, изучение состава атмосфер больших газовых внесолнечных планет. Первоначальные планы предполагали строительство зеркала диаметром 42 м, однако в 2011 году было решено уменьшить его размер, чтобы снизить затраты и ускорить запуск телескопа.
Расположение телескопа было выбрано на Серро-Армасонес на высоте 3060 м над уровнем моря, расположенной в центральной части пустыни Атакама, примерно в 130 км к югу от города Антофагаста и в 20 км от Паранальской обсерватории (на горе Серро-Параналь) — места расположения телескопа VLT.

## Инструменты

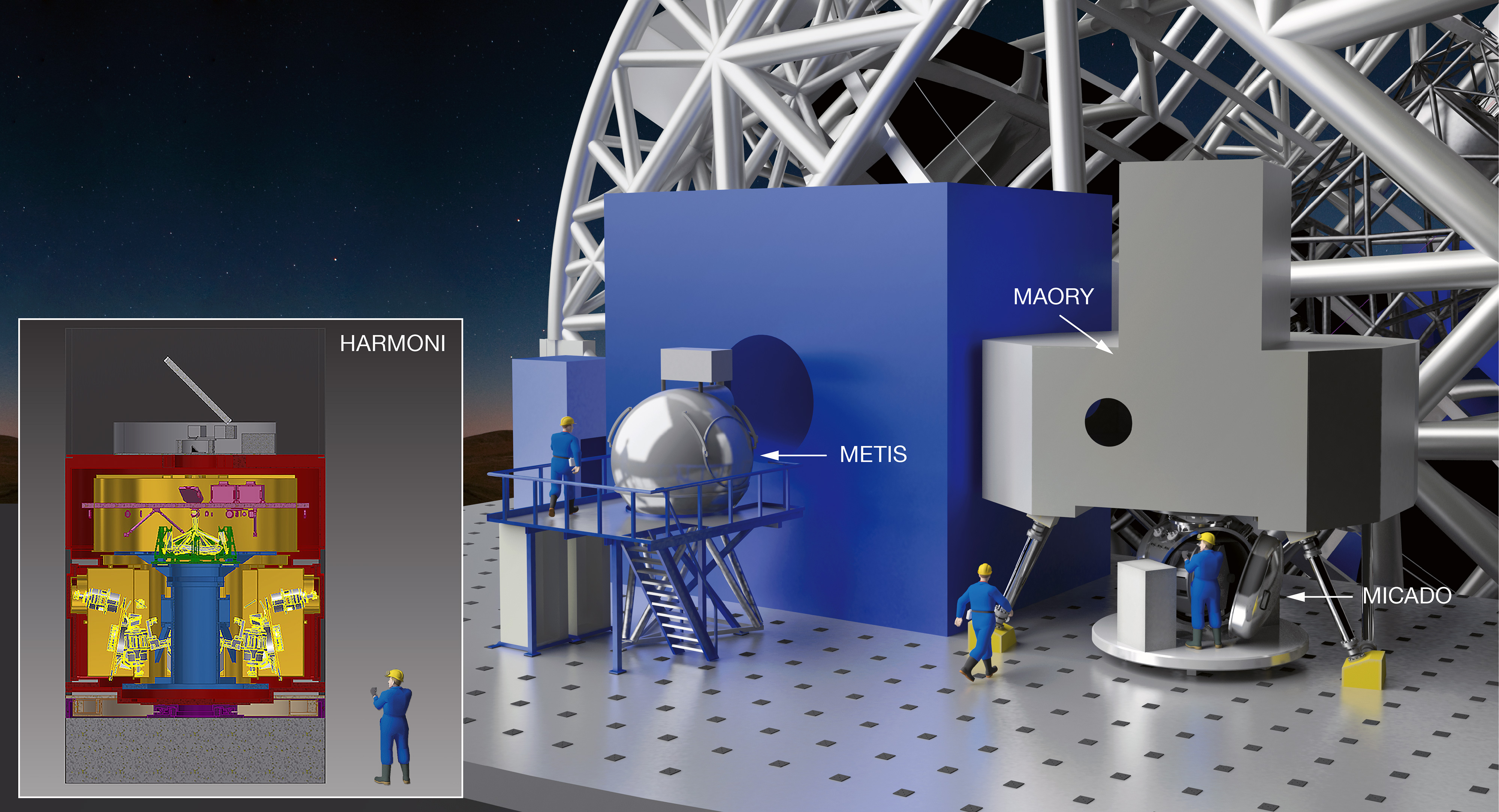
Первые инструменты ELT

Телескоп будет иметь несколько научных инструментов и сможет переключаться с одного инструмента на другой в течение нескольких минут.
Четыре его прибора первого поколения будут доступны сразу после первого света или вскоре после него, а два других начнут работать позже. Во время его работы могут быть установлены другие инструменты, чтобы шире использовать высокое разрешение телескопа.
Первое поколение инструментов: MICADO, HARMONI and METIS, система адаптивной оптики MORFEO.
- HARMONI: The High Angular Resolution Monolithic Optical and Near-infrared Integral field spectrograph (HARMONI) спектрограф оптического поля и интегрального поля ближнего инфракрасного диапазона с высоким угловым разрешением будет использоваться для спектроскопии[18].
- METIS: The Mid-infrared ELT Imager and Spectrograph (METIS) тепловизор среднего инфракрасного диапазона и спектрограф[19].
- MICADO: The Multi-AO (adaptive optics) Imaging Camera for Deep Observations (MICADO) первая специализированная камера обработки изображений ELT, работающая в ближнем инфракрасном диапазоне 0,8÷2,4 мкм. В начале диапазона будет реализовано наилучшее угловое разрешение телескопа. Будет иметь простой звёздный коронограф, обеспечивающий подавление света звезды в 10 тысяч раз на расстоянии 0,1 угловой секунды от блокирующей маски и в 100 тысяч раз на расстоянии 0,5 угловой секунды. Камера будет работать с адаптивной оптикой Multiconjugate adaptive Optics Relay For ELT Observations, (MORFEO, прежде MAORY)[20][21].

Второе поколение инструментов: MOSAIC и ANDES:
- MOSAIC: многообъектный спектрограф, который позволит астрономам отслеживать рост галактик и распределение материи вскоре после Большого взрыва до наших дней[22].
- ANDES (прежде HIRES) — The ArmazoNes high Dispersion Echelle Spectrograph: эшельный спектрограф с высокой дисперсией. Будет использоваться для поиска признаков жизни на землеподобных экзопланетах, поиска первых звёзд Вселенной, проверки возможных вариаций фундаментальных физических констант и измерения ускорения расширения Вселенной[23].